# Toulouse Football Club 2023-2024
Questa voce raccoglie le informazioni riguardanti il  Toulouse Football Club nelle competizioni ufficiali della stagione 2023-2024.

## Stagione
La stagione 2023-2024 è la cinquantaquattresima nella storia del club e la sua trentatreesima nella massima divisione. Essa vede il Tolosa partecipare alla Ligue 1, la seconda stagione dalla sua retrocessione avvenuta nella stagione 2019-2020, e alla Coppa di Francia in ambito nazionale, e alla UEFA Europa League.

## Divise e sponsor
| Casa | Trasferta | Terza divisa |

## Rosa
Rosa aggiornata al 25 gennaio 2024. 
 In corsivo i calciatori ceduti durante la stagione
| N. |                        | Ruolo | Calciatore                |
| -- | ---------------------- | ----- | ------------------------- |
| 1  | Francia (bandiera)     | P     | Thomas Himeur             |
| 2  | Danimarca (bandiera)   | D     | Rasmus Nicolaisen         |
| 3  | Danimarca (bandiera)   | D     | Mikkel Desler             |
| 4  | Paesi Bassi (bandiera) | C     | Stijn Spierings           |
| 5  | Australia (bandiera)   | C     | Denis Genreau             |
| 6  | Capo Verde (bandiera)  | D     | Logan Costa               |
| 7  | Marocco (bandiera)     | C     | Zakaria Aboukhlal         |
| 8  | Svizzera (bandiera)    | C     | Vincent Sierro (capitano) |
| 9  | Paesi Bassi (bandiera) | A     | Thijs Dallinga            |
| 10 | Paesi Bassi (bandiera) | C     | Ibrahim Cissoko           |
| 11 | Spagna (bandiera)      | C     | César Gelabert            |
| 12 | Norvegia (bandiera)    | D     | Warren Kamanzi            |
| 13 | Francia (bandiera)     | D     | Christian Mawissa Elebi   |
| 14 | Marocco (bandiera)     | A     | Yanis Begraoui            |
| 15 | Norvegia (bandiera)    | C     | Aron Dønnum               |
| 16 | Norvegia (bandiera)    | P     | Kjetil Haug               |

| N. |                         | Ruolo | Calciatore            |
| -- | ----------------------- | ----- | --------------------- |
| 17 | Cile (bandiera)         | D     | Gabriel Suazo         |
| 18 | Svezia (bandiera)       | D     | Oliver Zandén         |
| 19 | Francia (bandiera)      | A     | Frank Magri           |
| 20 | Germania (bandiera)     | C     | Niklas Schmidt        |
| 21 | Burkina Faso (bandiera) | C     | Mamady Bangré         |
| 22 | Finlandia (bandiera)    | C     | Naatan Skyttä         |
| 23 | Francia (bandiera)      | D     | Moussa Diarra         |
| 24 | Venezuela (bandiera)    | C     | Cristian Cásseres Jr. |
| 25 | Camerun (bandiera)      | D     | Kévin Keben           |
| 28 | Algeria (bandiera)      | C     | Farès Chaïbi          |
| 30 | Spagna (bandiera)       | P     | Álex Domínguez        |
| 31 | Francia (bandiera)      | A     | Noah Edjouma          |
| 37 | Francia (bandiera)      | C     | Yann Gboho            |
| 40 | Francia (bandiera)      | P     | Justin Lacombe        |
| 50 | Francia (bandiera)      | P     | Guillaume Restes      |
| 80 | Gabon (bandiera)        | A     | Shavy Babicka         |

## Calciomercato

### Sessione estiva(dal 1º/7 al 1º/9)
| Acquisti         | Acquisti              | Acquisti       | Acquisti                   |
| R.               | Nome                  | da             | Modalità                   |
| ---------------- | --------------------- | -------------- | -------------------------- |
| C                | Aron Dønnum           | Standard Liegi | definitivo (4,5 milioni €) |
| A                | Ibrahim Cissoko       | N.E.C.         | definitivo (3 milioni €)   |
| C                | Niklas Schmidt        | Werder Brema   | definitivo (2,5 milioni €) |
| A                | Frank Magri           | Bastia         | definitivo (2 milioni €)   |
| C                | Cristian Cásseres Jr. | N.Y. Red Bulls | definitivo (1 milione €)   |
| P                | Álex Domínguez        | Las Palmas     | n.d.                       |
| C                | Stijn Spierings       | Lens           | prestito                   |
| Altre operazioni |                       |                |                            |
| R.               | Nome                  | da             | Modalità                   |
| C                | Mamady Bangré         | Quevilly-Rouen | fine prestito              |
| A                | Yanis Begraoui        | Pau            | fine prestito              |
| C                | Sam Sanna             | Laval          | fine prestito              |
| C                | Naatan Skyttä         | Odense         | fine prestito              |
| A                | Junior Flemmings      | Niort          | fine prestito              |
| C                | Kléri Serber          | Botev Vraca    | fine prestito              |
| D                | Tom Rapnouil          | Botev Vraca    | fine prestito              |

| Cessioni         | Cessioni              | Cessioni              | Cessioni                   |
| R.               | Nome                  | a                     | Modalità                   |
| ---------------- | --------------------- | --------------------- | -------------------------- |
| A                | Farès Chaïbi          | Eintracht Francoforte | definitivo (10 milioni €)  |
| A                | Rafael Ratão          | Bahia                 | definitivo (2,5 milioni €) |
| A                | Ado Onaiwu            | Auxerre               | definitivo (700 mila €)    |
| C                | Branco van den Boomen | Ajax                  | gratuito                   |
| C                | Stijn Spierings       | Lens                  | gratuito                   |
| P                | Maxime Dupé           | Anderlecht            | gratuito                   |
| A                | Rhys Healey           | Watford               | gratuito                   |
| C                | Brecht Dejaegere      | Charlotte FC          | gratuito                   |
| C                | Sam Sanna             | Laval                 | gratuito                   |
| D                | Tom Rapnouil          | CSKA 1948 Sofia       | gratuito                   |
| A                | Junior Flemmings      | Voždovac              | prestito                   |
| D                | Anthony Rouault       | Stoccarda             | prestito                   |
| A                | Veljko Birmančević    | Sparta Praga          | prestito                   |
| A                | Saïd Hamulić          | Vitesse               | prestito                   |
| P                | Kjetil Haug           | Sarpsborg             | prestito                   |
| Altre operazioni |                       |                       |                            |
| R.               | Nome                  | da                    | Modalità                   |
| C                | Theocharīs Tsiggaras  | PAOK                  | fine prestito              |

### Sessione invernale
| Acquisti         | Acquisti      | Acquisti      | Acquisti                    |
| R.               | Nome          | da            | Modalità                    |
| ---------------- | ------------- | ------------- | --------------------------- |
| A                | Shavy Babicka | Arīs Limassol | definitivo (2,75 milioni €) |
| C                | Yann Gboho    | Cercle Bruges | definitivo (2,5 milioni €)  |
| Altre operazioni |               |               |                             |
| R.               | Nome          | da            | Modalità                    |
| P                | Kjetil Haug   | Sarpsborg     | fine prestito               |
| A                | Saïd Hamulić  | Vitesse       | fine prestito               |

| Cessioni         | Cessioni       | Cessioni        | Cessioni             |
| R.               | Nome           | a               | Modalità             |
| ---------------- | -------------- | --------------- | -------------------- |
| A                | Yanis Begraoui | Pau             | prestito             |
| D                | Oliver Zandén  | Randers         | prestito             |
| C                | Mamady Bangré  | Troyes          | prestito             |
| Altre operazioni |                |                 |                      |
| R.               | Nome           | da              | Modalità             |
| A                | Saïd Hamulić   | Lokomotiv Mosca | prestito (50 mila €) |

## Risultati

### Ligue 1

#### Girone di andata
| Arbitro: | Delajod |

|                    |           |                                |
| Mohamed 13’ (rig.) | Marcatori | 62’ Aboukhlal 90+1’ Nicolaisen |

| Arbitro: | Léonard |

|                      |           |                   |
| Aboukhlal 87’ (rig.) | Marcatori | 62’ (rig.) Mbappé |

| Arbitro: | Bastien |

|                           |           |  |
| Emegha 52’ Bellegarde 89’ | Marcatori |  |

| Arbitro: | Batta |

|                        |           |                             |
| Aboukhlal 7’ Magri 13’ | Marcatori | 33’ (rig.) Kyei 90+5’ Ogier |

| Marsiglia 17 settembre 2023, ore 17:05 CEST 5ª giornata | Olympique Marsiglia | 0 – 0 referto | Tolosa | Vélodrome (63 477 spett.)\| Arbitro: \| Letexier \| |
| Arbitro:                                                | Letexier            |               |        |                                                     |

| Arbitro: | El Hadj |

|                           |           |              |
| Saïd 45+1’ Guilavogui 83’ | Marcatori | 32’ Gelabert |

| Arbitro: | Angoula |

|                                    |           |  |
| Schmidt 31’ Dallinga 43’ Magri 82’ | Marcatori |  |

| Arbitro: | Gaillouste |

|                |           |           |
| Satriano 90+3’ | Marcatori | 27’ Magri |

| Arbitro: | Stinat |

|              |           |                |
| Dallinga 51’ | Marcatori | 48’ Richardson |

| Arbitro: | Léonard |

|                          |           |  |
| Adams 13’, 72’ Fayad 63’ | Marcatori |  |

| Arbitro: | Bollengier |

|              |           |                 |
| Dallinga 51’ | Marcatori | 78’, 90+1’ Bayo |

| Arbitro: | Vernice |

|          |           |              |
| Yoro 30’ | Marcatori | 45’ Dallinga |

| Arbitro: | Letexier |

|           |           |  |
| Moffi 54’ | Marcatori |  |

| Arbitro: | Léonard |

|              |           |             |
| Dallinga 72’ | Marcatori | 90+1’ Dieng |

| Arbitro: | Gaillouste |

|                         |           |  |
| Lacazette 25’, 29’, 80’ | Marcatori |  |

| Tolosa 17 dicembre 2023, ore 15:00 CET 16ª giornata | Tolosa | 0 – 0 referto | Rennes | Stadium de Toulouse (23 311 spett.)\| Arbitro: \| Stinat \| |
| Arbitro:                                            | Stinat |               |        |                                                             |

| Arbitro: | Brisard |

|          |           |                            |
| Magri 5’ | Marcatori | 26’, 44’ (rig.) Ben Yedder |

#### Girone di ritorno
| Arbitro: | Batta |

|  |           |                   |
|  | Marcatori | 12’ (rig.) Sierro |

| Arbitro: | Vernice |

|  |           |                           |
|  | Marcatori | 42’ David Costa 55’ Diouf |

| Arbitro: | Gaillouste |

|                        |           |                                                     |
| Teuma 49’ Akieme 90+1’ | Marcatori | 11’ Mawissa Elebi 31’ Babicka 45+2’ (rig.) Dallinga |

| Arbitro: | Angoula |

|                |           |                         |
| Dallinga 90+6’ | Marcatori | 2’ Mohamed 51’ Kadewere |

| Arbitro: | Bastien |

|               |           |                      |
| Akliouche 48’ | Marcatori | 41’ Sierro 70’ Costa |

| Arbitro: | Vernice |

|                                                  |           |                |
| Mawissa Elebi 49’ Sierro 60’ (rig.) Dallinga 66’ | Marcatori | 45’ Haraldsson |

| Arbitro: | Pignard |

|                        |           |          |
| Dallinga 65’ Gboho 69’ | Marcatori | 8’ Moffi |

| Arbitro: | Lissorgue |

|           |           |  |
| Operi 60’ | Marcatori |  |

| Arbitro: | Stinat |

|                                |           |                                      |
| Dallinga 53’ Sierro 58’ (rig.) | Marcatori | 33’ Lacazette 77’ Cherki 81’ O'Brien |

| Arbitro: | Gaillouste |

|  |           |                                    |
|  | Marcatori | 8’ (rig.), 79’ Sierro 73’ Dallinga |

| Tolosa 7 aprile 2024, ore 15:00 CEST 28ª giornata | Tolosa | 0 – 0 referto | Strasburgo | Stadium de Toulouse (23 672 spett.)\| Arbitro: \| Buquet \| |
| Arbitro:                                          | Buquet |               |            |                                                             |

| Arbitro: | Batta |

|             |           |                                |
| D. Doué 20’ | Marcatori | 22’ Cásseres Jr. 32’ M. Diarra |

| Arbitro: | Turpin |

|                            |           |                              |
| Nicolaisen 45+1’ Gboho 82’ | Marcatori | 38’ J. Onana 90+5’ Moumbagna |

| Arbitro: | Angoula |

|             |           |                          |
| Ponceau 19’ | Marcatori | 59’ Dallinga 83’ Cissoko |

| Arbitro: | Bollengier |

|              |           |                        |
| Dallinga 34’ | Marcatori | 27’ Savanier 81’ Fayad |

| Arbitro: | Batta |

|           |           |                                    |
| Mbappé 8’ | Marcatori | 13’ Dallinga 68’ Gboho 90+4’ Magri |

| Arbitro: | Pignard |

|  |           |                                  |
|  | Marcatori | 48’ M. Camara 54’ Amavi 90’ Lala |

### Coppa di Francia
| Arbitro: | Angoula |

|  |           |                             |
|  | Marcatori | 7’, 35’ Skyttä 84’ Dallinga |

| Arbitro: | Dechepy |

| |                        | |
| Bezzekhami 16’ Bouzamoucha 64’                                                                                | Marcatori              | 19’ (rig.) Sierro 32’ Gboho                                                                               |
| Sahloune Bassin Benzia Z. Allée Ouadah Sanson Bernasque Bouzamoucha Bezzekhami Aggoune Amede Kabongo Sahloune | Tiri di rigore 12 – 11 | Suazo Sierro Schmidt Dallinga Gelabert Skyttä Nicolaisen Edjouma Babicka Mawissa Elebi Á. Domínguez Suazo |

### Supercoppa di Francia
| Arbitro: | El Hadj |

|                   |           |  |
| Lee 3’ Mbappé 44’ | Marcatori |  |

### UEFA Europa League

#### Fase a gironi
| Arbitro: | Rohit Saggi |

|            |           |                       |
| Amoura 69’ | Marcatori | 45+3’ (rig.) Dallinga |

| Arbitro: | Nick Walsh |

|           |           |  |
| Suazo 31’ | Marcatori |  |

| Arbitro: | Rade Obrenovič |

|                                                        |           |              |
| Jota 9’ Endō 30’ Núñez 34’ Gravenberch 65’ Salah 90+3’ | Marcatori | 16’ Dallinga |

| Arbitro: | Georgi Kabakov |

|                                   |           |                              |
| Dønnum 36’ Dallinga 58’ Magri 76’ | Marcatori | 74’ (aut.) Cásseres 89’ Jota |

| Tolosa 30 novembre 2023, ore 21:00 CET 5ª giornata | Tolosa    | 0 – 0 referto | Union Saint-Gilloise | Stadium de Toulouse (31 205 spett.)\| Arbitro: \| Matej Jug \| |
| Arbitro:                                           | Matej Jug |               |                      |                                                                |

| Arbitro: | Fabio Maresca |

|              |           |                        |
| Ljubičić 61’ | Marcatori | 54’ Dallinga 83’ Suazo |

#### Fase a eliminazione diretta

##### Spareggi
| Arbitro: | Donatas Rumšas |

|                                   |           |            |
| Di María 68’ (rig.), 90+8’ (rig.) | Marcatori | 75’ Desler |

| Tolosa 22 febbraio 2024, ore 18:45 CET Spareggi - Ritorno | Tolosa           | 0 – 0 (tot.:1-2) referto | Benfica | Stadium de Toulouse (31 810 spett.)\| Arbitro: \| Maurizio Mariani \| |
| Arbitro:                                                  | Maurizio Mariani |                          |         |                                                                       |

## Statistiche finali

### Statistiche di squadra
| Competizione          | Punti | In casa | In casa | In casa | In casa | In casa | In casa | In trasferta | In trasferta | In trasferta | In trasferta | In trasferta | In trasferta | Totale | Totale | Totale | Totale | Totale | Totale | DR |
| Competizione          | Punti | G       | V       | N       | P       | Gf      | Gs      | G            | V            | N            | P            | Gf           | Gs           | G      | V      | N      | P      | Gf     | Gs     | DR |
| --------------------- | ----- | ------- | ------- | ------- | ------- | ------- | ------- | ------------ | ------------ | ------------ | ------------ | ------------ | ------------ | ------ | ------ | ------ | ------ | ------ | ------ | -- |
| Ligue 1               | 43    | 17      | 3       | 7       | 7       | 21      | 25      | 17           | 8            | 3            | 6            | 21           | 21           | 34     | 10     | 10     | 14     | 42     | 46     | -4 |
| Coppa di Francia      | -     | 0       | 0       | 0       | 0       | 0       | 0       | 2            | 1            | 1            | 0            | 5            | 2            | 2      | 1      | 1      | 0      | 5      | 2      | +3 |
| Supercoppa di Francia | -     | 0       | 0       | 0       | 0       | 0       | 0       | 1            | 0            | 0            | 1            | 0            | 2            | 1      | 0      | 0      | 1      | 0      | 2      | -2 |
| Europa League         | 12    | 4       | 2       | 2       | 0       | 4       | 2       | 4            | 1            | 1            | 2            | 5            | 9            | 8      | 3      | 3      | 2      | 9      | 11     | -2 |
| Totale                | -     | 21      | 5       | 9       | 7       | 25      | 27      | 24           | 9            | 5            | 10           | 31           | 34           | 45     | 15     | 14     | 16     | 56     | 61     | -5 |

### Andamento in campionato
| Giornata  | 1 | 2 | 3  | 4  | 5  | 6  | 7  | 8  | 9  | 10 | 11 | 12 | 13 | 14 | 15 | 16 | 17 | 18 | 19 | 20 | 21 | 22 | 23 | 24 | 25 | 26 | 27 | 28 | 29 | 30 | 31 | 32 | 33 | 34 |
| --------- | - | - | -- | -- | -- | -- | -- | -- | -- | -- | -- | -- | -- | -- | -- | -- | -- | -- | -- | -- | -- | -- | -- | -- | -- | -- | -- | -- | -- | -- | -- | -- | -- | -- |
| Luogo     | T | C | T  | C  | T  | T  | C  | T  | C  | T  | C  | T  | T  | C  | T  | C  | C  | T  | C  | T  | C  | T  | C  | C  | T  | C  | T  | C  | T  | C  | T  | C  | T  | C  |
| Risultato | V | N | P  | N  | N  | P  | V  | N  | N  | P  | P  | N  | P  | N  | P  | N  | P  | V  | P  | V  | P  | V  | V  | V  | P  | P  | V  | N  | V  | N  | V  | P  | V  | P  |
| Posizione | 4 | 7 | 11 | 12 | 13 | 15 | 10 | 10 | 10 | 13 | 14 | 15 | 15 | 15 | 15 | 15 | 16 | 15 | 14 | 12 | 14 | 13 | 11 | 10 | 11 | 11 | 11 | 11 | 11 | 11 | 10 | 11 | 10 | 11 |

Legenda:

Luogo: C = Casa; T = Trasferta. Risultato: V = Vittoria; N = Pareggio; P = Sconfitta.
|}